# Louis-quatorze

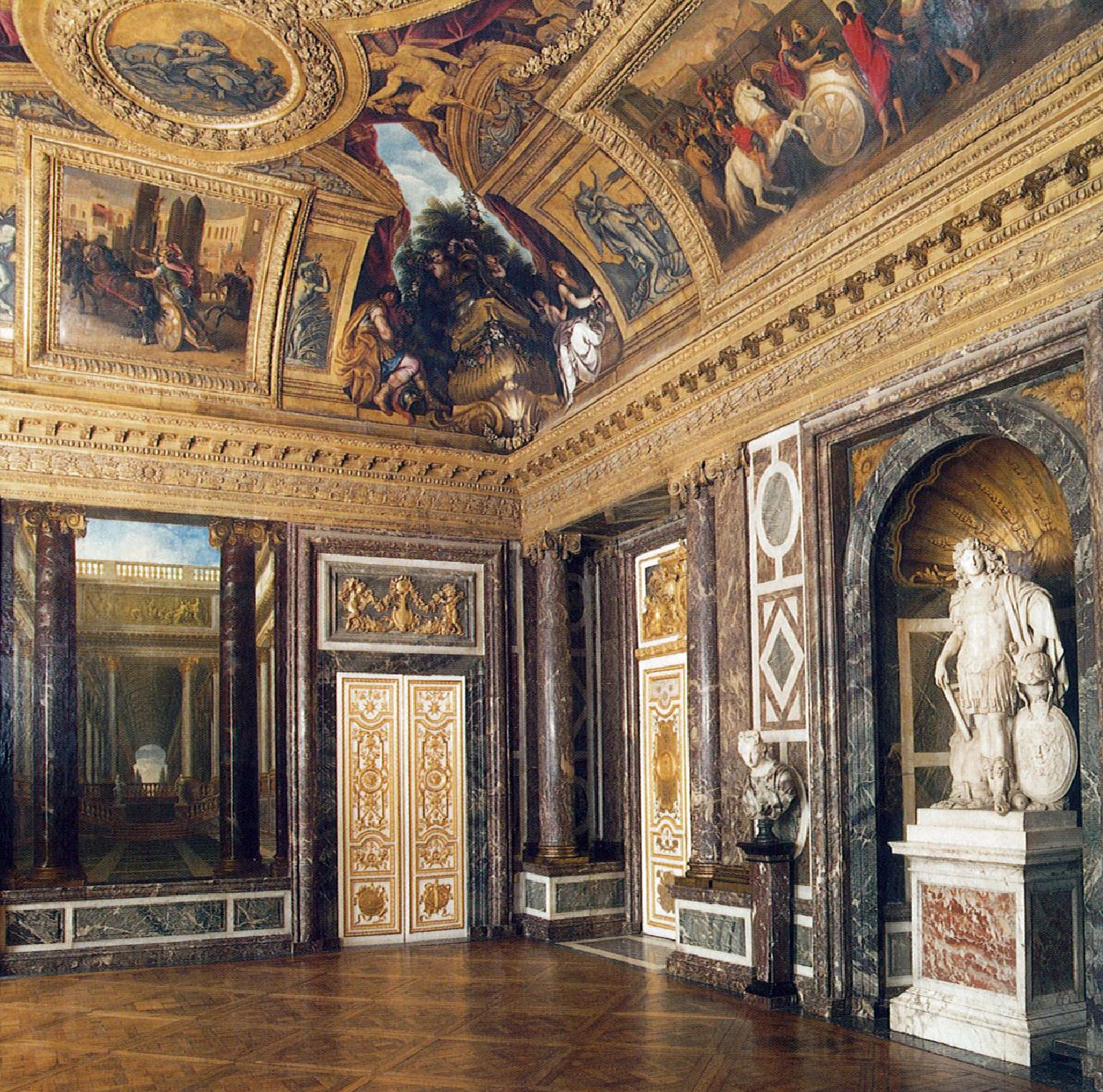
Der Salon der Venus im Schloss von Versailles, ein Beispiel für den frühen Stil Louis-quatorze. Typisch sind die marmornen Inkrustationen und der aus Einzelgemälden in vergoldetem Rahmenwerk gebildete Plafond nach italienischen Vorbildern.

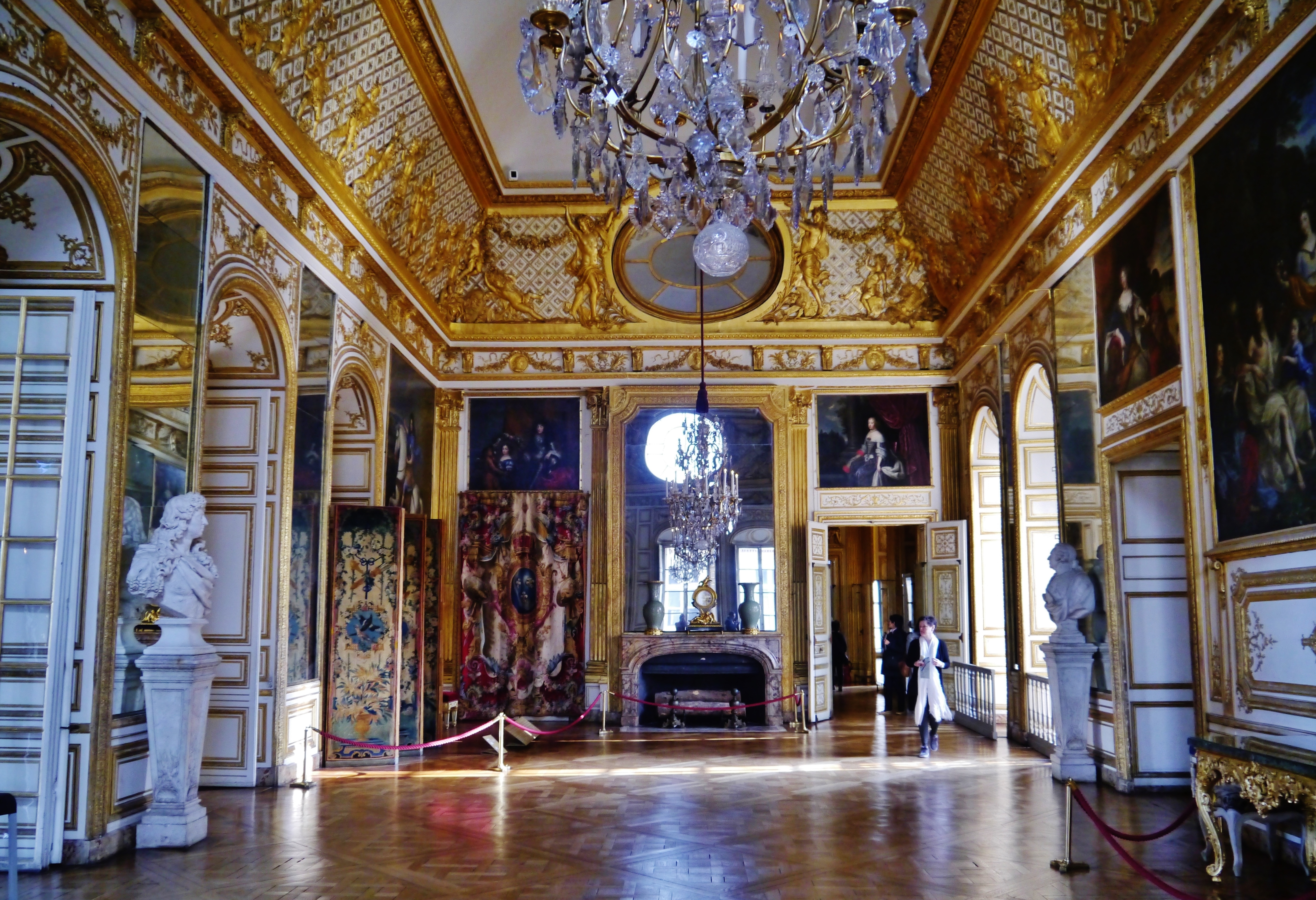
Das sogenannte Vorzimmer mit dem Bullauge (Salon de l'Oeil-de-Boeuf) verkörpert den späten Stil Louis-quatorze, mit weißen Vertäfelungen und festlich vergoldeten Ornamenten.

Louis-quatorze wird der in Frankreich in der Zeit der persönlichen Machtausübung König Ludwigs XIV. (frz. Louis Quatorze) ab dem Jahr 1661 in der Bildenden Kunst und im Kunsthandwerk verbreitete, vom Staat gelenkte und für den Absolutismus des Sonnenkönigs repräsentative Stil genannt, der den nach Ludwig XIII. benannten Louis-treize-Stil ablöste. Seine Formensprache ist dem in Frankreich verbreiteten klassizistischen Barock zuzuordnen.

## Geschichte
Der im Jahr 1664 zum Surintendant des Bâtiments du roi, arts et manufactures ernannte und mit der Verherrlichung der königlichen Person und Politik beauftragte Generalkontrolleur der Finanzen Jean-Baptiste Colbert verfolgte dieses Ziel mittels der Gründung oder Umorganisation der königlichen Akademien und der Einrichtung von staatlichen Werkstätten beziehungsweise der Unterstützung privater Werkstätten durch die Verleihung des Prädikates manufacture royale. So wurde beispielsweise, unverzüglich nachdem Colberts Vorgänger im Amt, der Oberintendant der Finanzen Nicolas Fouquet, in Ungnade gefallen war, dessen von Charles Le Brun geleitete Tapisserie-Manufaktur beschlagnahmt und als Manufacture de tapisserie de haute lisse privilégiée mit königlichen Privilegien ausgestattet, noch bevor die früheren Werkstätten der Familie Gobelin zur Manufacture royale des Gobelins (1662) erhoben und die Manufacture de Beauvais (1664) zur Fertigung der kostbaren Bildwirkereien eingerichtet wurden. Ab 1665 durften die in Aubusson ansässigen tapissiers ihre Werke mit dem Sigel MRD'A (manufacture royale d’Aubusson) versehen (1665). Colbert gründete des Weiteren die Manufacture royale de draps fins (1665) in Abbeville zur Herstellung von feinem Tuch, förderte die in Tours und Lyon ansässigen Seidenweber und unterstützte die private, später in Saint-Gobain niedergelassene, als Manufacture royale des glaces de miroirs bekannte Spiegelglasmanufaktur. Aus dem Jahr 1667 stammt das Gründungsedikt der Manufacture royale des tapisseries et meubles de la couronne, die neben Gobelins auch Möbel und andere Kunst- und Einrichtungsgegenstände fertigte.
Charles Le Brun hatte zusammen mit Louis Le Vau und dem Gartenarchitekten André Le Nôtre in den Jahren von 1656 bis 1661 bereits das Schloss Vaux-le-Vicomte gestaltet, und Le Brun schuf um 1661 die Deckengemälde der Apollogalerie des Palais du Louvre. Der Louis-quatorze-Stil fand jedoch seinen höchsten Ausdruck in der von Ludwig XIV. angeordneten und von ihm bis ins Detail aufmerksam beobachteten Ausgestaltung der Innenräume des Schlosses Versailles durch Louis Le Vau, Charles Le Brun, Jules-Hardouin Mansart, Robert de Cotte und ihre unzähligen Helfer.

## Beschreibung

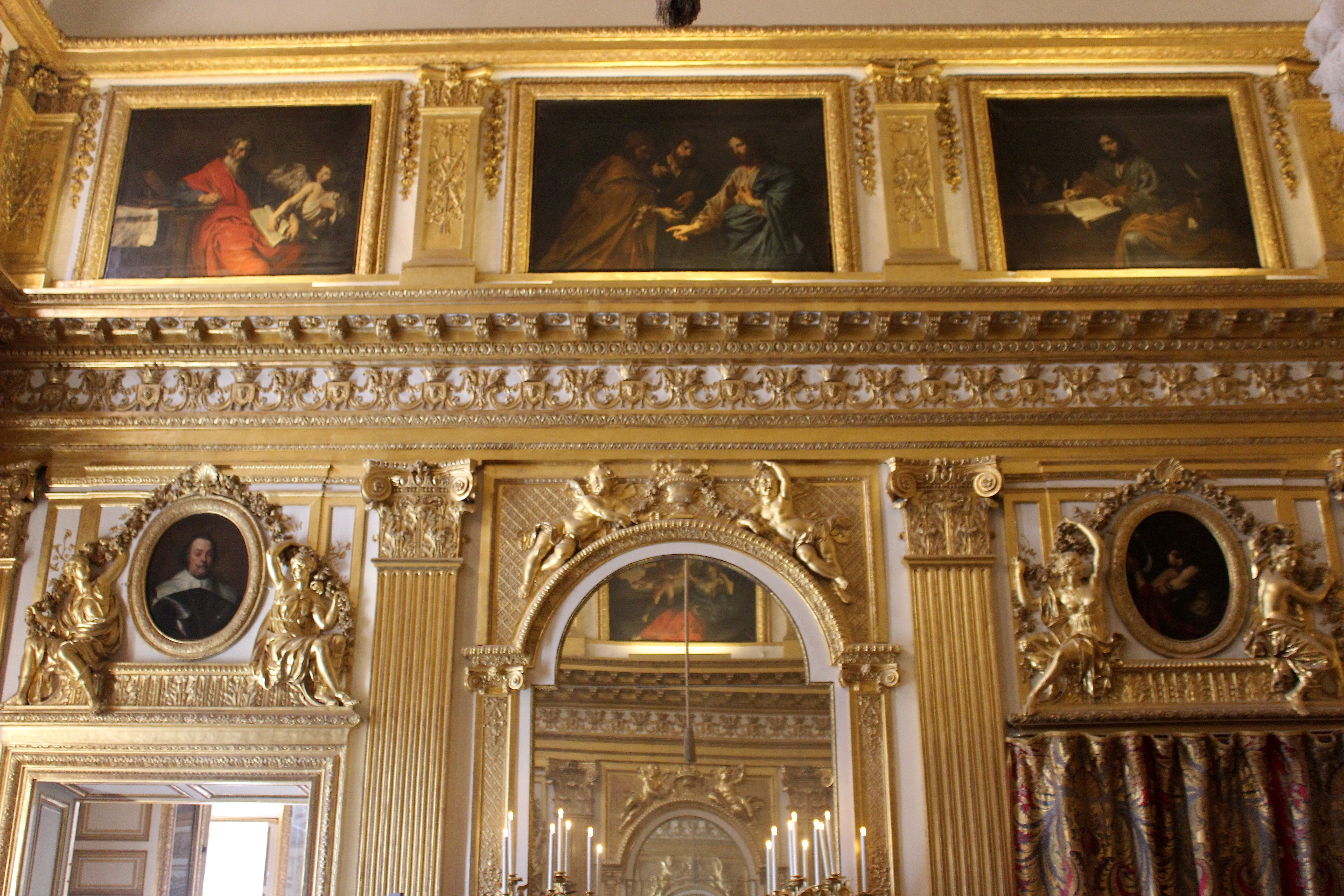
Wanddekoration im Schlafzimmer des Königs in Versailles (späte Stilphase). Die Wände sind deutlich gegliedert, nach klassischen antiken Vorbildern, mit kannelierten Lisenen und Kapitellen der gemischten Ordnung, einem Gebälk, dazu Spiegel und wertvoller Bilderschmuck, der z. T. durch Figuren mit Girlanden eingefasst wird.

### Innendekoration allgemein
Die Eigenarten des französischen Louis-quatorze im Vergleich zum italienisch geprägten Barock liegen in einer rationaleren Grundhaltung, mit einer (noch) stärkeren Orientierung an klassischen Vorbildern und einer Vermeidung von zu viel Überschwang und Pathos. Dies führt formal in der Innendekoration zur deutlichen und klaren Gliederung der Wände in gegeneinander abgegrenzte Felder, z. B. durch Pilaster oder Lisenen, oder durch geometrische Formen. Die Wände werden nach oben hin durch ein Gebälk (eventl. mit Fries) begrenzt. Von entscheidender Bedeutung ist auch das Prinzip der Symmetrie. Innerhalb dieser sehr rationalen Gliederung im Großen kann sich im Kleinen durchaus ein typisch barocker Hang zum Ornamentalen und Verspielten entfalten, beispielsweise in Form von Groteskendekor, der aber gleichfalls symmetrisch geordnet ist.
In der Innendekoration lassen sich grundsätzlich zwei verschiedene Phasen des Louis-quatorze unterscheiden. Die frühe Phase bis etwa 1680–90 ist noch stark von italienischen Vorbildern (z. B. in Rom) geprägt und stark auf repräsentative Wirkung ausgerichtet, mit mehrfarbigen prunkvollen Marmordekorationen an den Wänden. Beispiele sind das Grand Appartement du Roi und die Spiegelgalerie in Versailles; in anderen Palais' und in Vaux-le-Vicomte kommen auch farbig gefasste Holzvertäfelungen mit sehr reichlichen Vergoldungen vor. Die Decken sind in der Regel mit mythologisch inspirierten Gemälden geschmückt, die von prächtigen vergoldeten Verzierungen umrahmt werden.
Gegen Ende des 17. Jahrhunderts wird dieser farbenprächtige und eher schwere, gravitätische Stil abgelöst durch eine etwas leichtere und vor allem im Winter auch komfortablere Variante, die aus Holzvertäfelungen mit (in der Regel) weißem Untergrund und darüber vergoldetem Schnitzwerk besteht. Die Wandfelder zwischen den Vertäfelungen können mit prächtigen Stoffen wie Samt, Seide oder Brokat bespannt sein oder auch mit Gobelins; hinzu oder als Alternative kommen Spiegel und Gemälde. Bedeutendste Beispiele hierfür sind das Schlafzimmer des Königs und das Vorzimmer mit dem Bullauge in Versailles in ihrer noch heute sichtbaren Form. Die Wände sind dabei teilweise durch kannelierte, vergoldete Lisenen gegliedert, die Decken sind in beiden Fällen nicht mehr mit Malereien dekoriert.
Der Dekor von vergoldeten Schnitzereien auf weißem Grund des späten Louis-quatorze bildete auch für die späteren Stile der Régence, des Louis-quinze und Louis-seize das gültige Fundament, nur wurden die verwendeten Ornamentformen dabei abgewandelt, mit einer Tendenz hin zu weniger Feierlichkeit, weniger Gold, und stattdessen immer mehr Leichtigkeit, Verspieltheit (Louis-quinze, Rokoko), sowie Intimität und Schlichtheit (Louis-seize, Klassizismus).

### Malerei und Bildhauerei
Die Malerei orientierte sich genauso an klassischen Idealen wie die übrigen Künste. Zwar gab es auch vorher schon Deckengemälde in Frankreich (z. B. im Schloss Fontainebleau und im Palais du Luxembourg), doch stammten die Vorbilder für die eleganten Formen der Decken in Versailles aus Italien, z. B. Carraccis Deckendekor der Galerie im Palazzo Farnese in Rom, andere Dekorationen von Lanfranco oder Domenichino, oder die von Pietro da Cortona geschaffenen Räume im Palazzo Pitti in Florenz, die Le Brun kannte. Ein noch direkteres Vorbild sind außerdem die Deckenmalereien, die der römische Klassizist Giovanni Francesco Romanelli in den 1640er und -50er Jahren in der Bibliothèque Mazarine und im Sommerappartement der Königinmutter Anne d'Autriche im Louvre geschaffen hatte.
Maler des Louis-quatorze, die an der Ausstattung von Versailles oder anderen Schlössern mitwirkten, waren: Pierre Mignard, René-Antoine Houasse, Pierre Puget, Noël Coypel, Charles de Lafosse, Jean Nocret, Gabriel Blanchard, Jean Baptiste de Champaigne. Von besonderer Bedeutung sind außerdem die Portraitmaler Hyacinthe Rigaud und Nicolas de Largillière.
Die Gemälde in Versailles stammten allerdings keineswegs nur von zeitgenössischen Künstlern. Ludwig XIV. ließ auch Bilder von berühmten älteren Malern aufhängen, deren Stil „klassisch“ bzw. klassizistisch war oder die als klassisch anerkannt waren, wie Tizian, Veronese, Guido Reni, Domenichino, Lanfranco oder Van Dyck. Stilistische Vorbilder für die Malerei waren außerdem der in Rom lebende Franzose Nicolas Poussin und der lothringische Landschaftsmaler Claude Lorrain. Mit dem klassischen Formenkanon des Louis-quatorze unvereinbar war beispielsweise der überbordende italo-flämische Barockstil von Rubens, obwohl Le Brun selber zumindest in der Farbgebung und in der malerischen Technik durchaus von dem Flamen beeinflusst war. Auch andere Stile, die in irgendeiner Art extrem waren und von der klassisch ausgewogenen Eleganz des Louis-quatorze abwichen – so manieristische Kunst des 16. Jahrhunderts oder der harte und etwas aggressive Tenebrosostil von Caravaggio –, fand man in Versailles nicht.

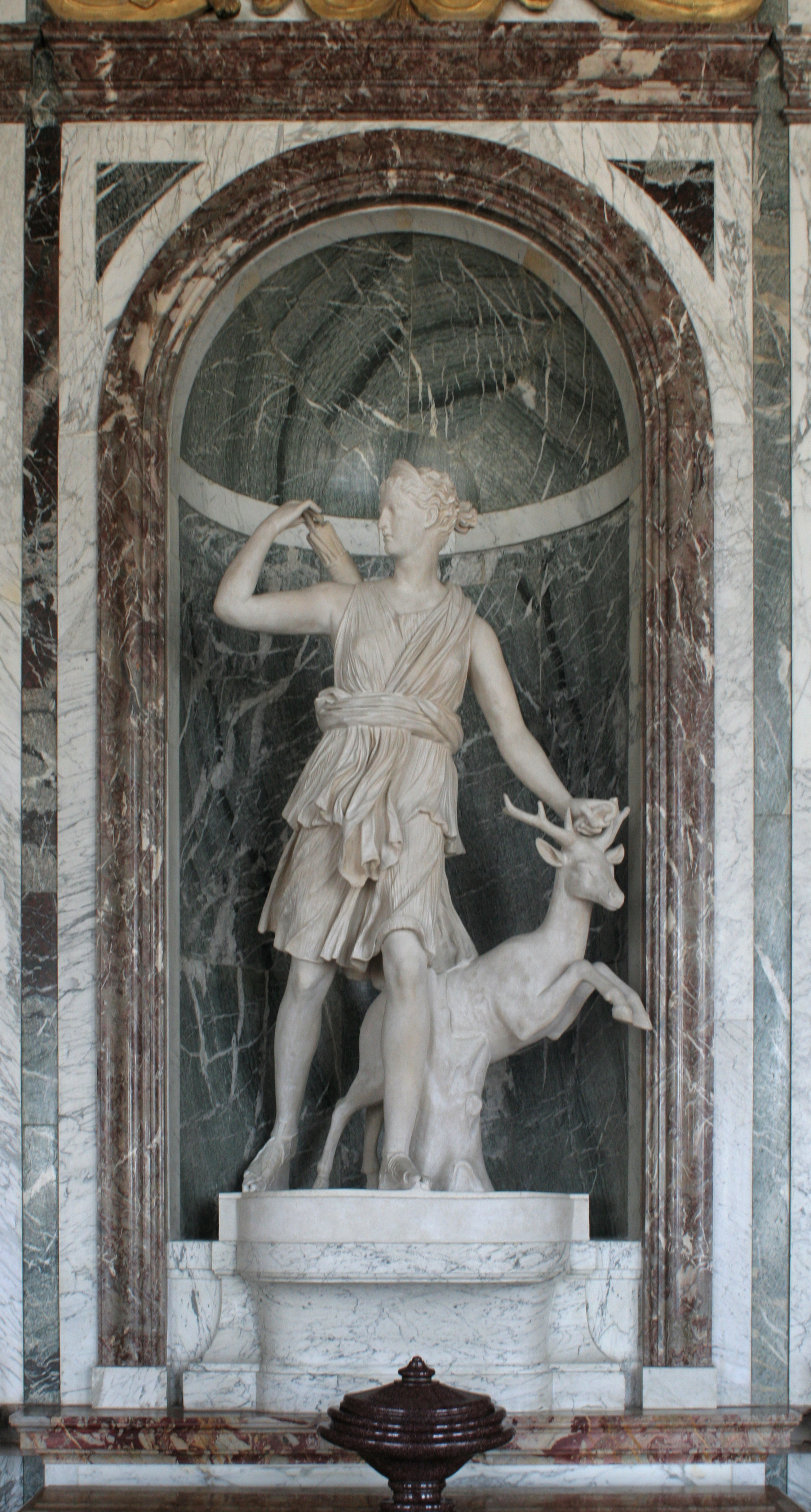
Sogenannte Diana von Versailles im Spiegelsaal

Auch für den eleganten Stil der Skulpturen waren antike Vorbilder ausschlaggebend, in der Spiegelgalerie und im Grand Appartement wurden auch echte Antiken ausgestellt. Den berühmten römischen Barockkünstler Gian Lorenzo Bernini ließ Ludwig XIV. zwar in den 1660er Jahren nach Paris kommen, jedoch lehnte man den reich bewegten und geschwungenen Stil der italienischen Barockkunst in Frankreich ab. Dass der König Berninis Portraitbüste von sich im Dianasalon des Grand Appartement aufstellen ließ, ist die berühmte Ausnahme von der Regel. Das umfangreiche bildhauerische Programm – Skulpturen, Reliefs, Büsten – von Versailles und anderen Schlössern gestalteten die Künstler François Girardon, Antoine Coysevox, Gaspard und Balthasar Marsy, Jean-Baptiste Tuby, Pierre Le Pautre, Pierre Le Gros d. Ä., Benoît Massou (1633–1684), Nicolas Coustou, Flamen, Le Comte u. a.

### Mobiliar
Möbel im Louis-quatorze-Stil haben sich nur relativ wenige erhalten, da fast das gesamte Mobiliar in Versailles während der französischen Revolution verkauft oder zerstört wurde; das Schloss ist daher heute fast leer. Mehrere der bedeutendsten Schlösser aus der Zeit, so Marly, Saint-Cloud, der Tuilerienpalast und das Neue Schloss in Saint-Germain-en-Laye, sind verschwunden und mit ihnen ihre Innenausstattung. Andere Schlösser wie das Grand Trianon oder Fontainebleau wurden später oft umgestaltet und erhielten dann auch Möbel in den entsprechenden Stilrichtungen.
Relativ gut erhalten sind die Werke des bedeutenden Kunstschreiners André-Charles Boulle, die besonders aufwendig und kostbar gestaltet sind, mit Beschlägen aus vergoldeter oder versilberter Bronze und Einlegearbeiten (marqueterie) aus verschiedenen Hölzern und anderen Materialien; andere bedeutende Kunsthandwerker des Louis-quatorze sind Pierre Gole, Alexandre Jean Oppenordt und der königliche Uhrmacher Jacques Thuret. Eine bedeutende Rolle spielte außerdem der Ornamentzeichner Jean Bérain der Ältere, der viele Dekorationen entwarf, nicht nur für Möbel, Gobelins und Wanddekorationen, sondern auch für Theaterdekorationen und Kostüme.

## Galerie

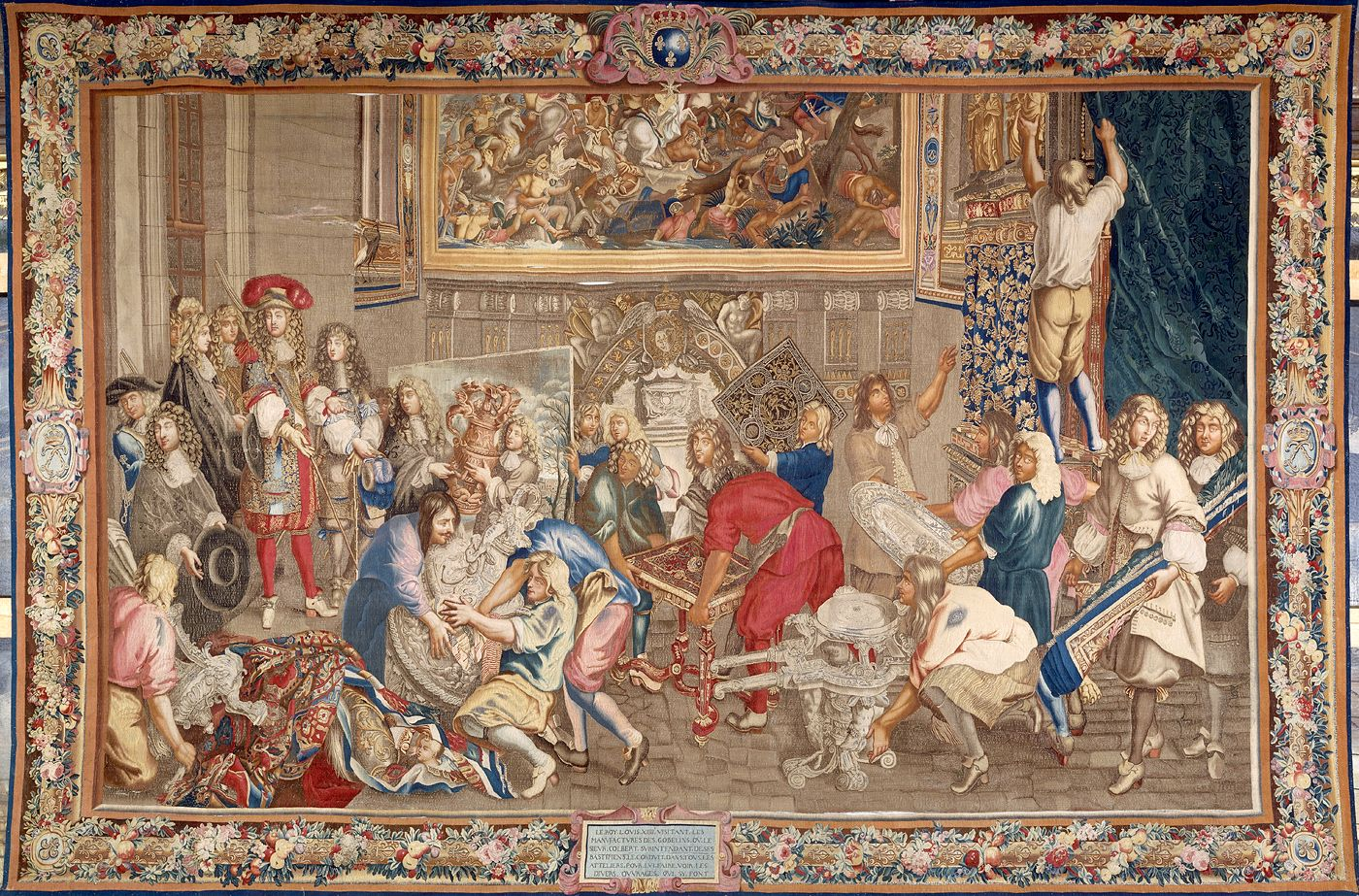
Tapisserie Besuch Ludwigs XIV. in der Gobelin-Manufaktur. Man sieht auch Möbel, sowie Objekte aus Silber und Gold
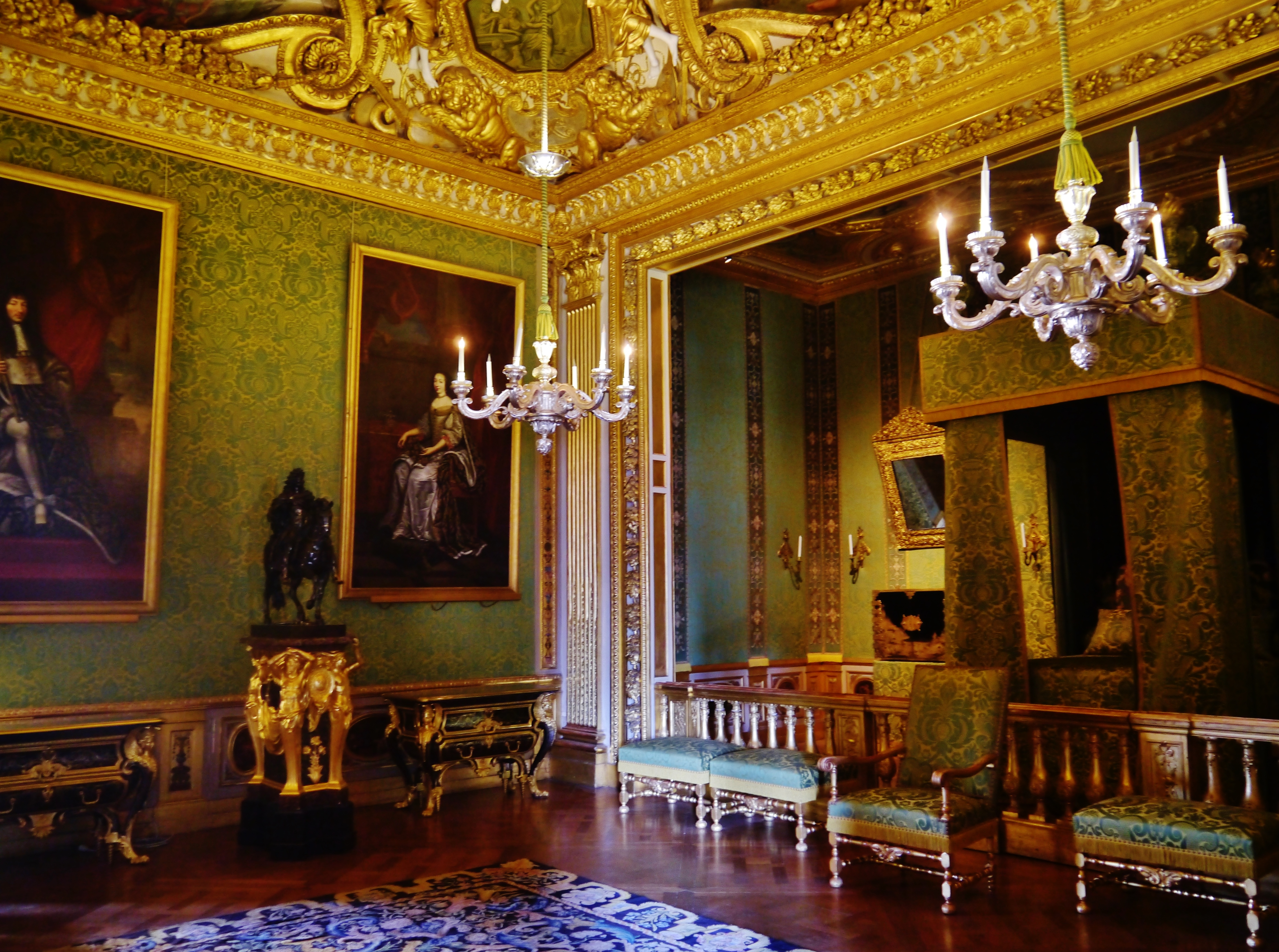
Zimmer des Königs in Vaux-le-Vicomte mit Einrichtung im Stil Louis quatorze
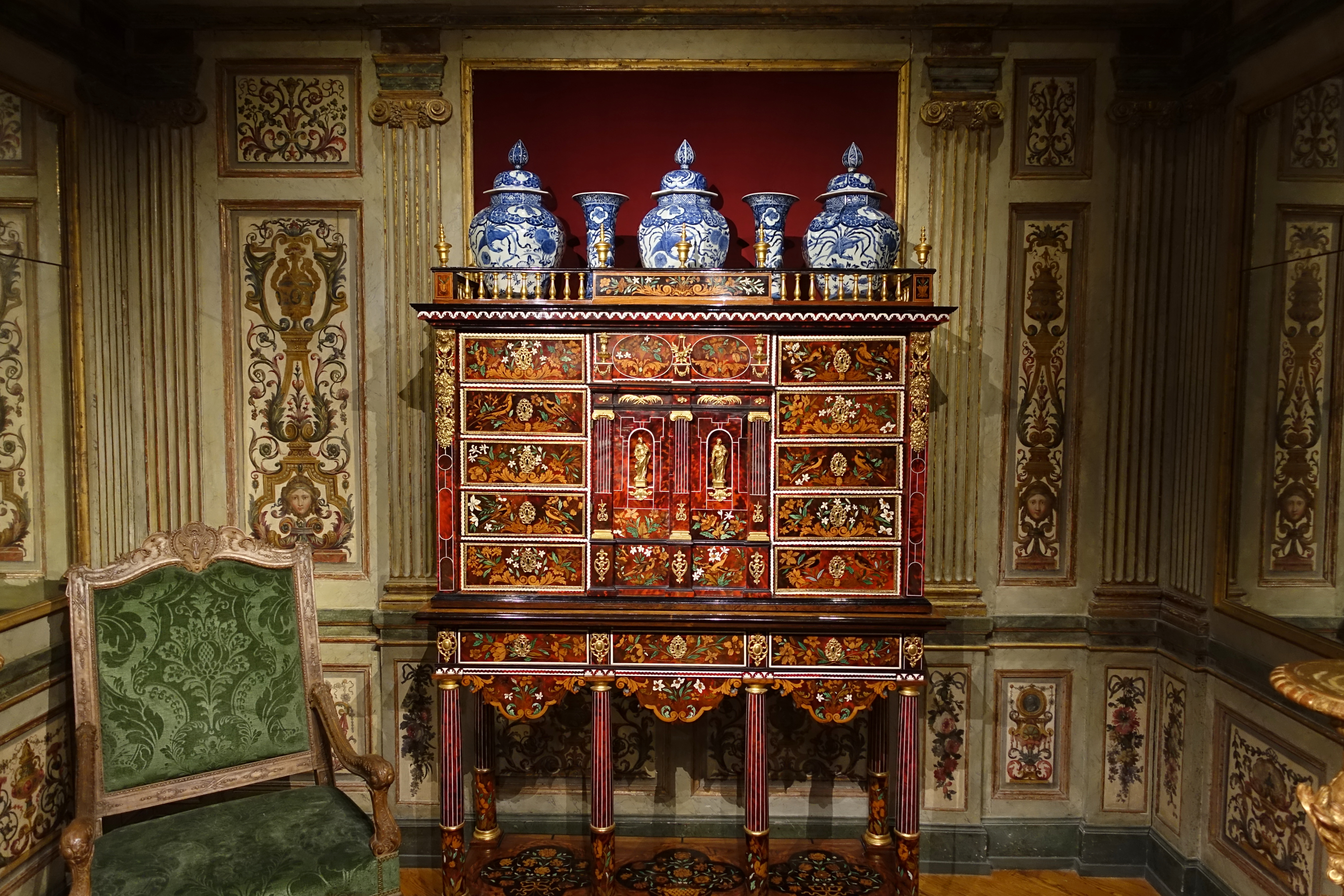
Louis-quatorze-Einrichtung mit Kabinettschrank von Pierre Gole, Paris, ca. 1665, diverse Hölzer, Elfenbein und vergoldete Kupferbeschläge; darauf Porzellan aus Arita, Japan, spätes 16. Jh., California Palace of the Legion of Honor, San Francisco
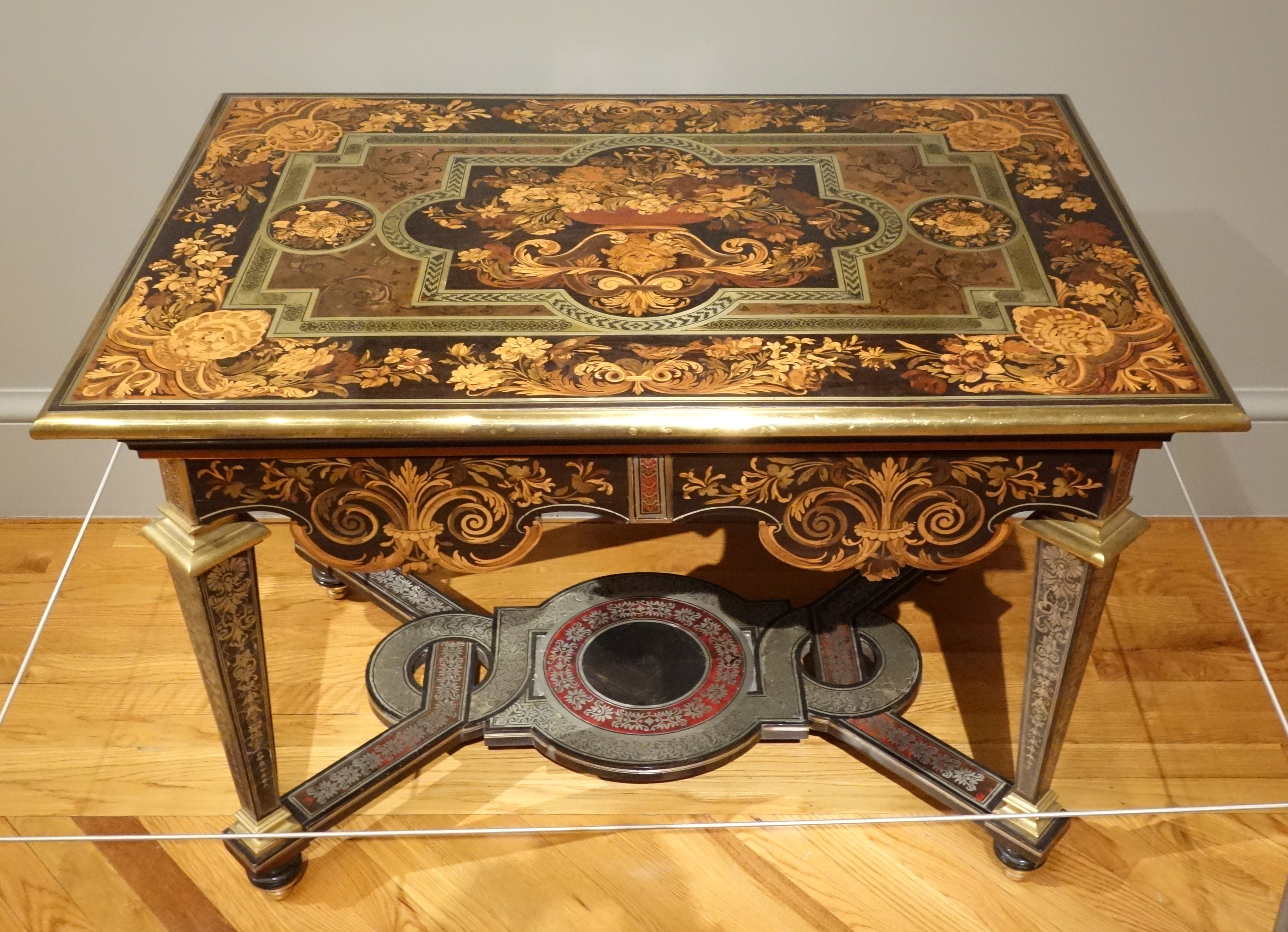
Tisch von André-Charles Boulle, Paris, ca. 1670–1680, Intarsien aus verschiedenen Hölzern, Messing, Kupfer, Horn, Schildpatt, California Palace of the Legion of Honor, San Francisco
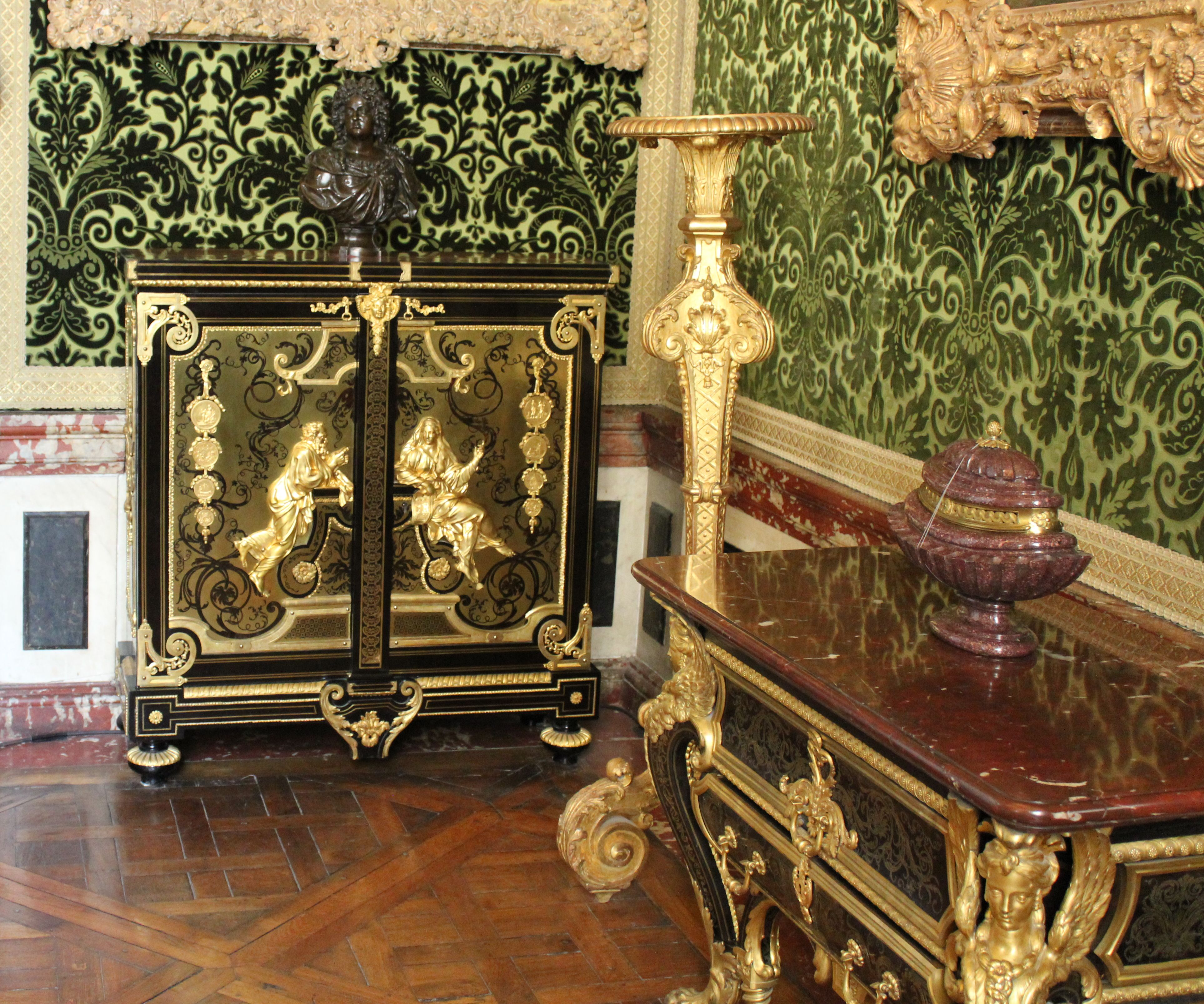
Möbel von André-Charles Boulle im Salon des Überflusses, Schloss Versailles
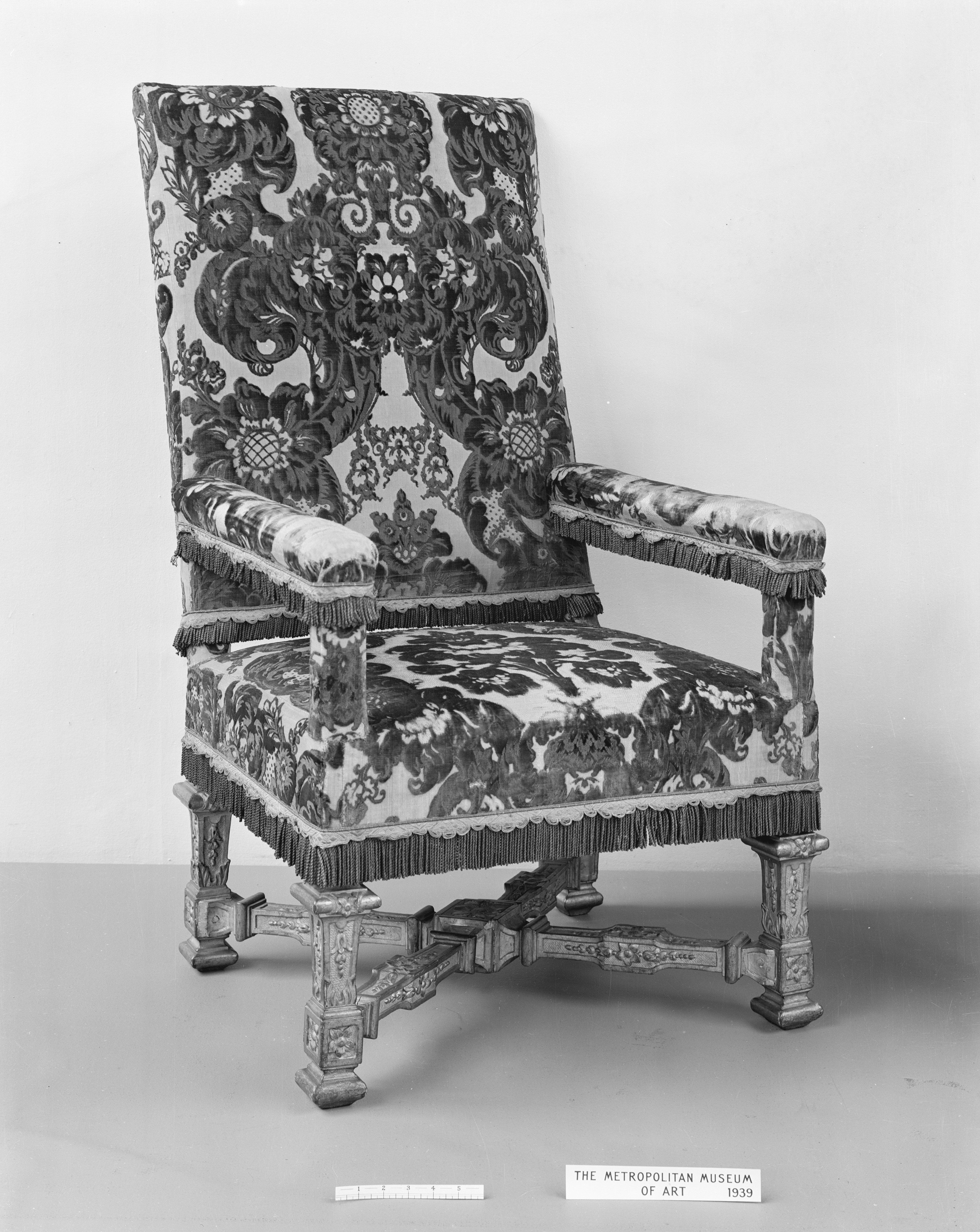
Armstuhl, letztes Viertel d. 17. Jhd., Metropolitan Museum of Art, New York
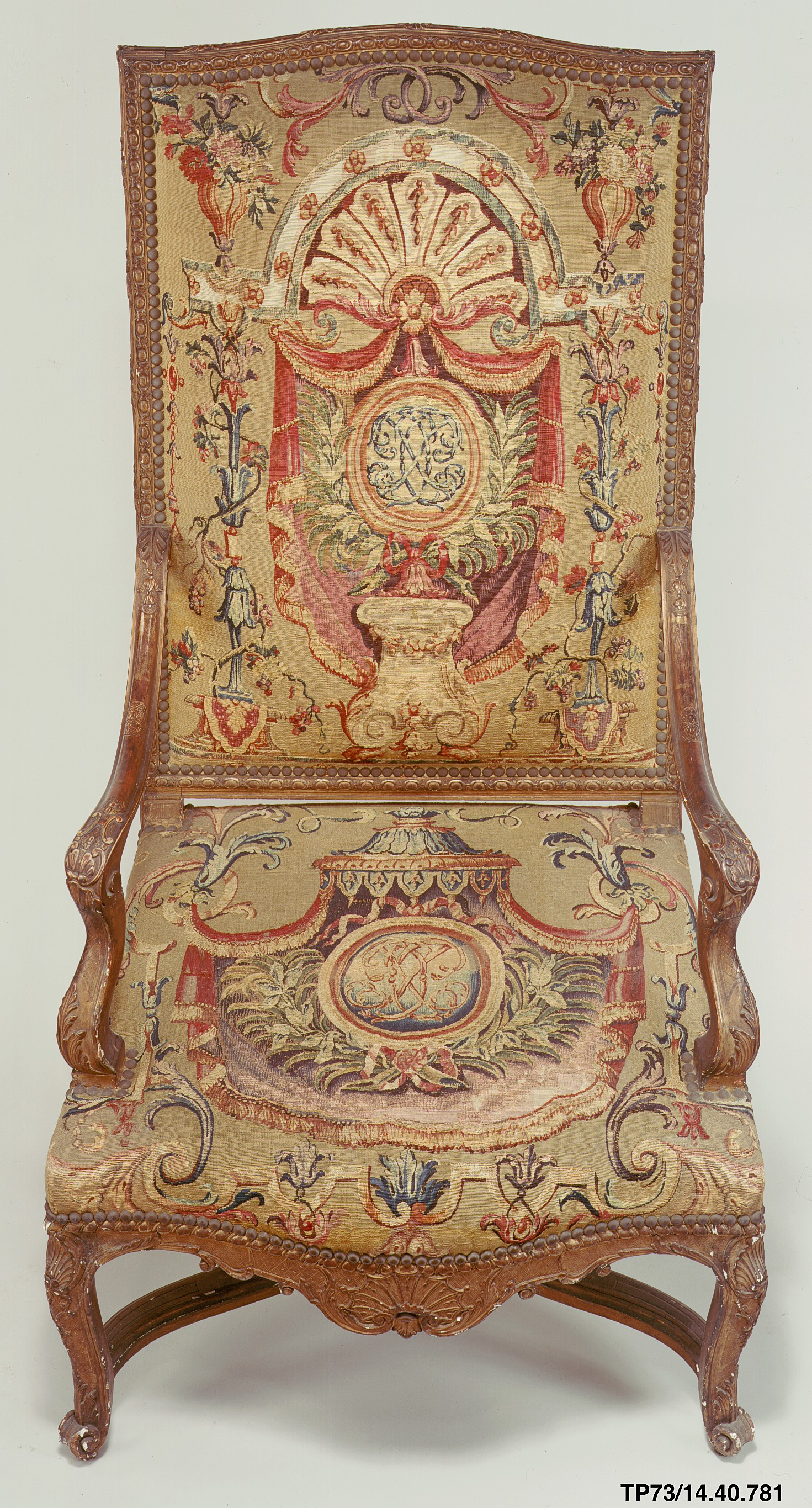
Armstuhl mit Tapisserien im Groteskenstil von Jean Bérain d. Ä., ca. 1715, Metropolitan Museum of Art, New York
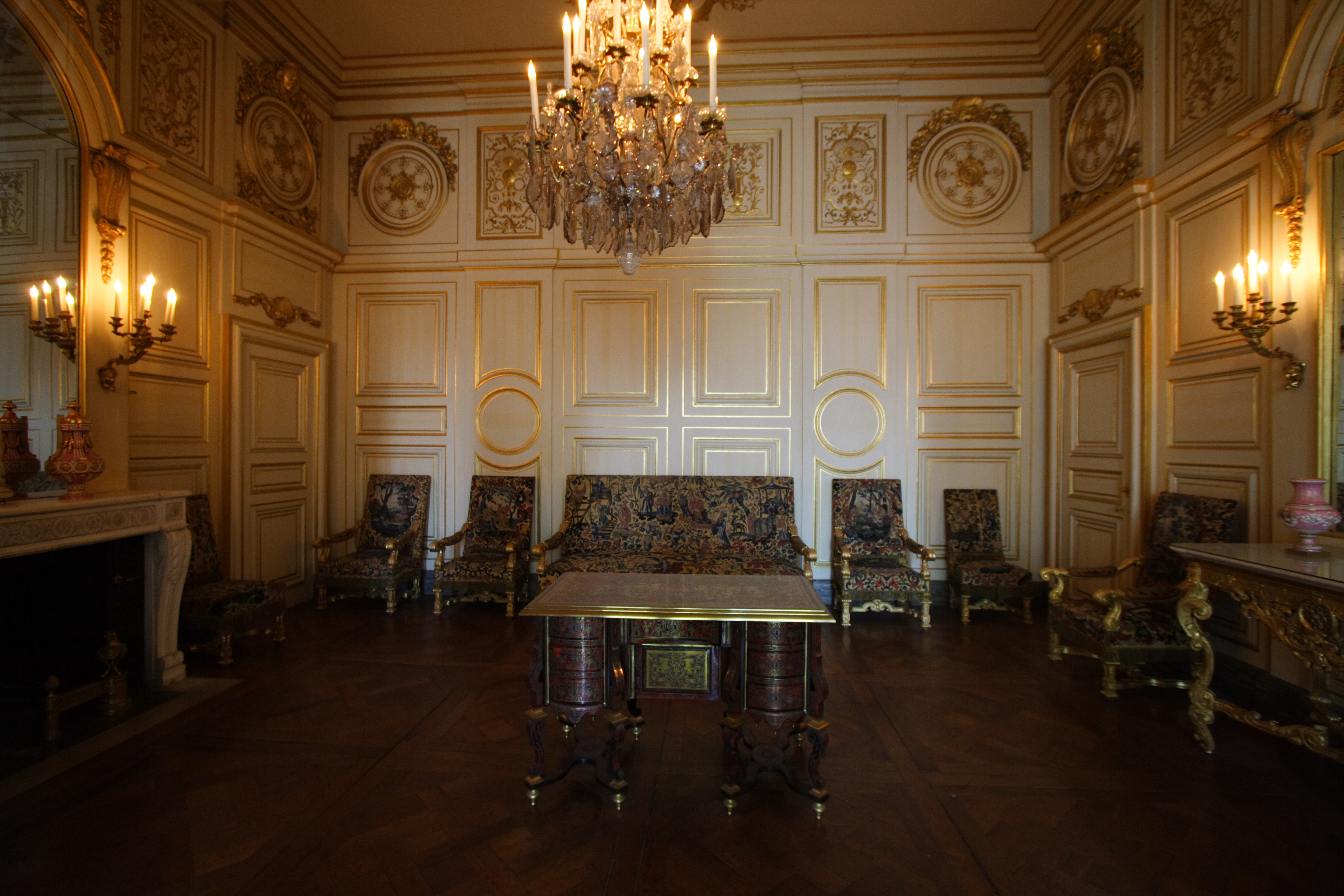
Louis-quatorze-Möbel im ehemaligen Appartement der Madame de Maintenon, Schloss Fontainebleau
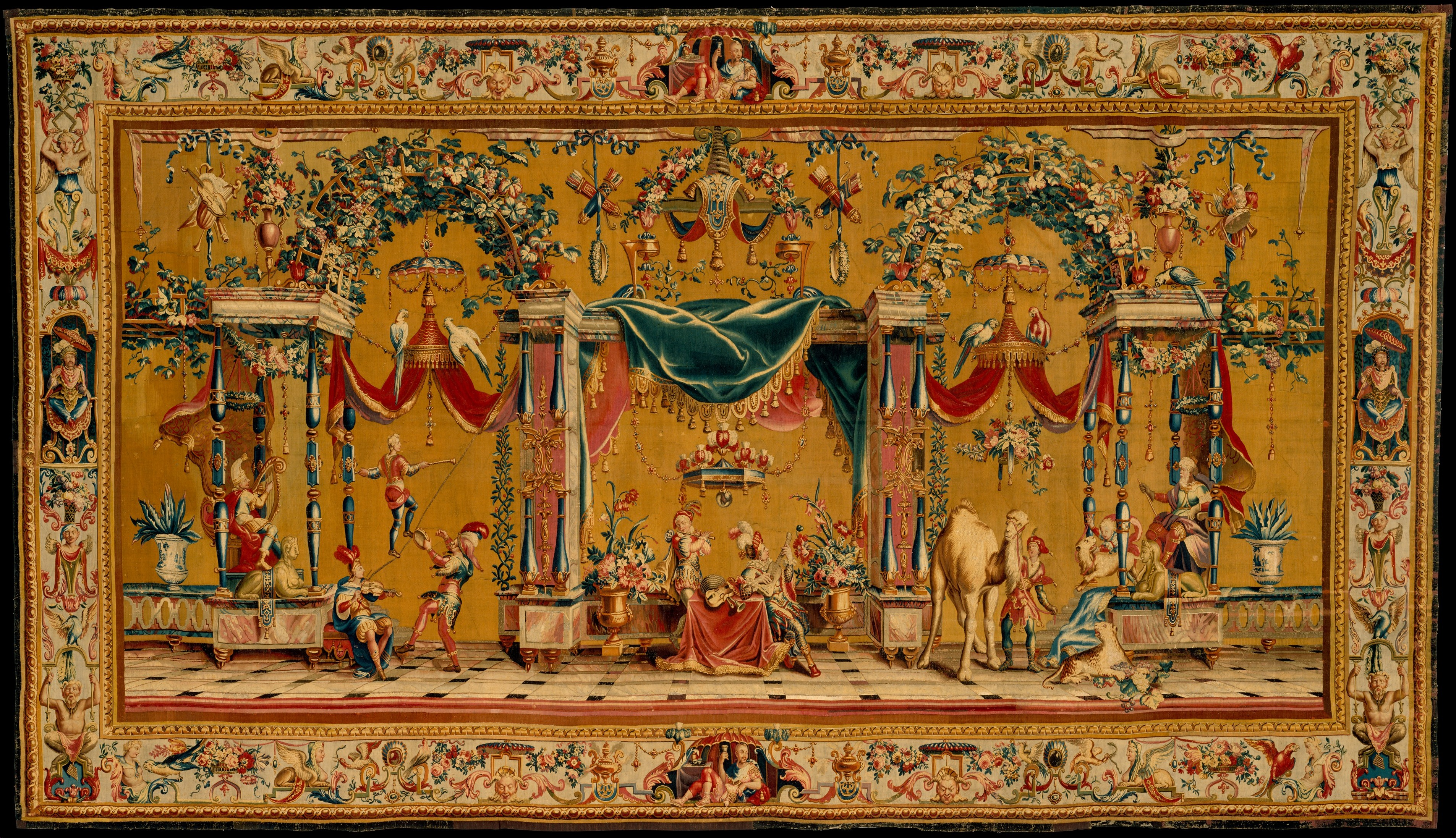
Tapisserie mit Groteskendekor von Jean Bérain d. Ä., Metropolitan Museum of Art, New York
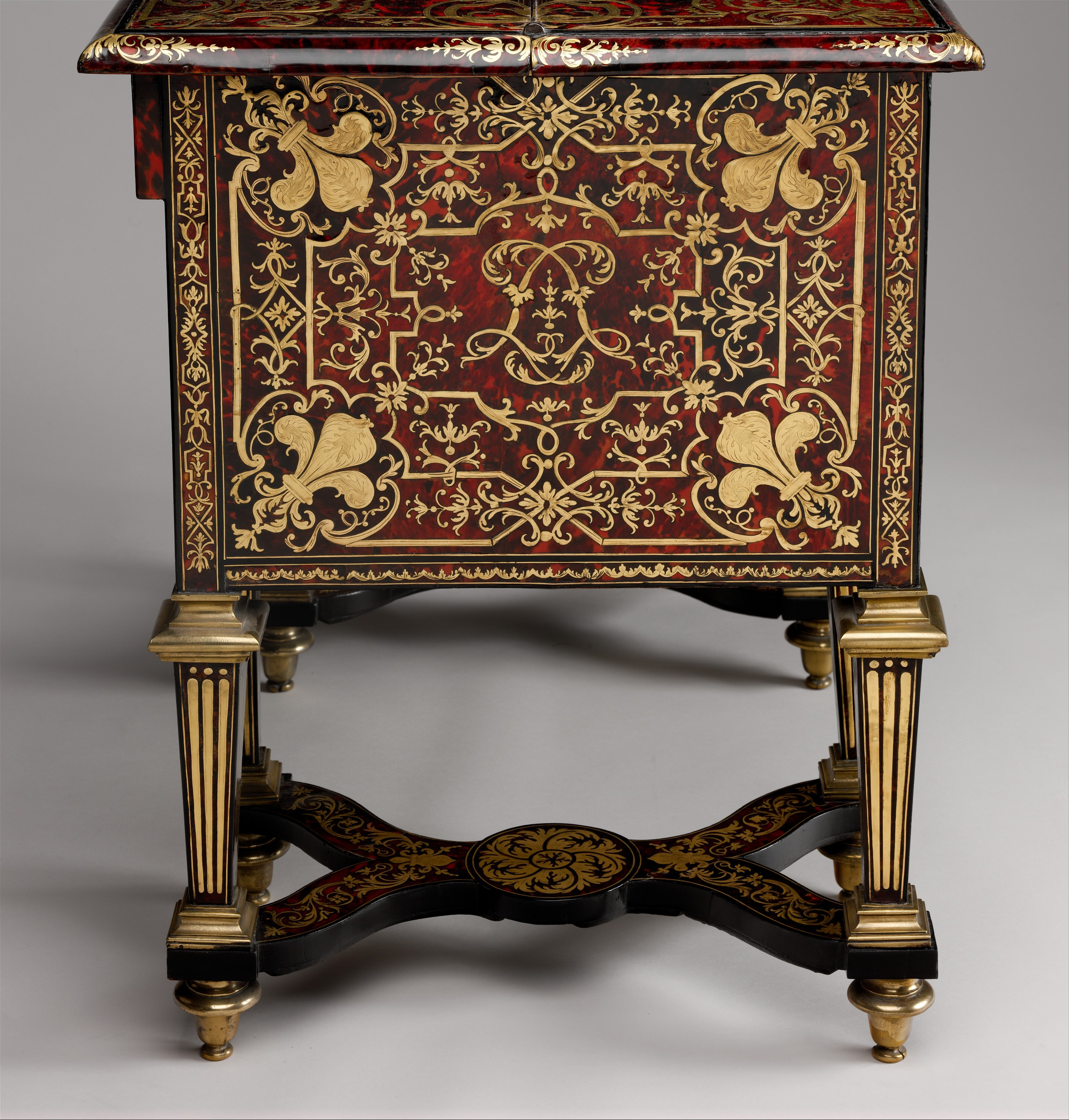
Alexandre Jean Oppenordt und Jean Bérain d. Ä.: Schreibtisch mit aufklappbarem Oberteil (bureau brisé; Seitenansicht), Metropolitan Museum of Art, New York. In der Mitte Initialen Ludwigs XIV., in den Ecken französische Lilien
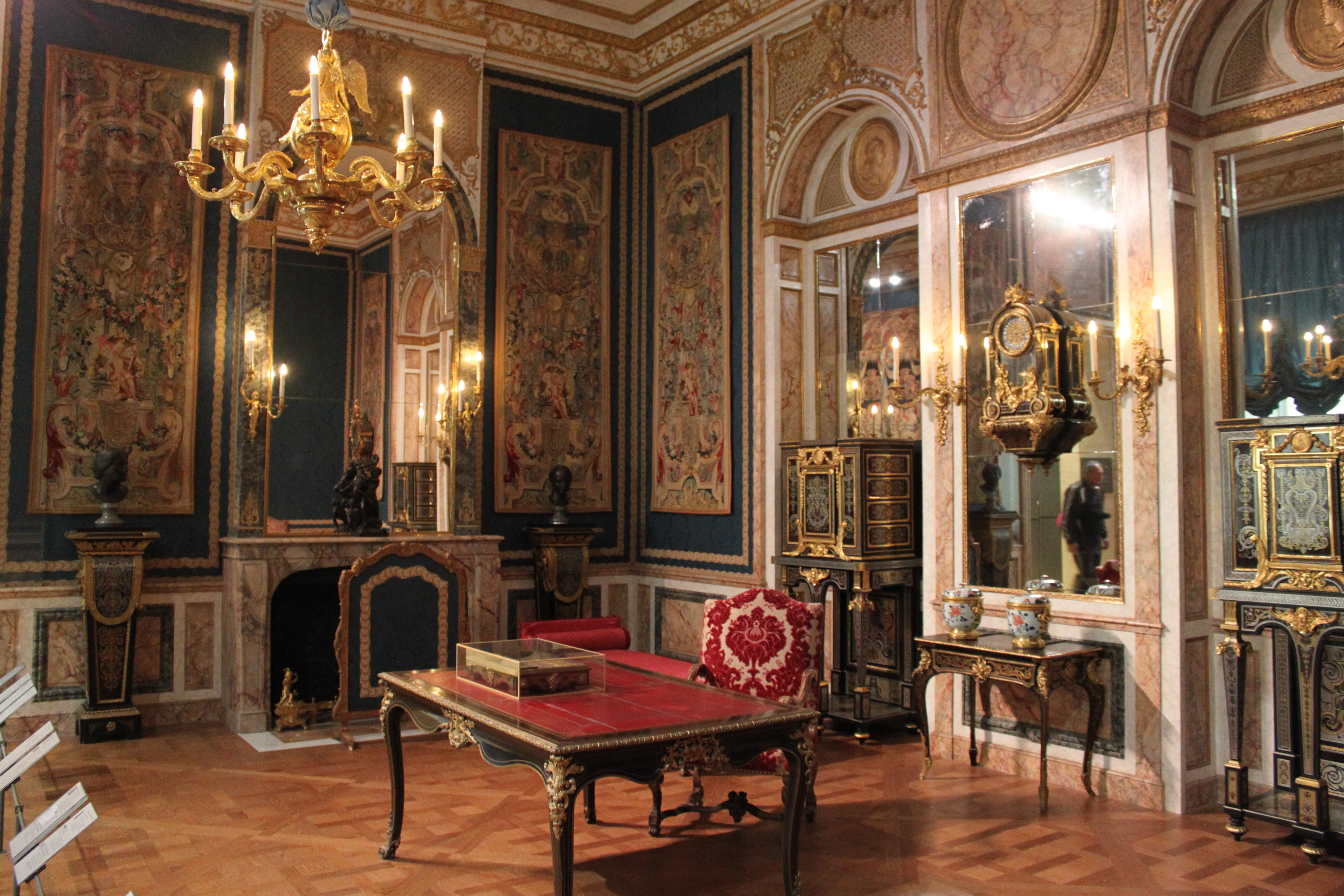
Mobiliar im Stil Louis-quatorze, um 1700, Département des objets d'art (Saal 38), Louvre, Paris